# غراهام ماثيوز
غراهام ماثيوز (بالإنجليزية: Graham Matthews)‏ (2 نوفمبر 1942 في المملكة المتحدة - ) هو لاعب كرة قدم بريطاني في مركز الهجوم. لعب مع ستوك سيتي ونادي كرو ألكساندرا ونادي والسول.